# Christian Althaus
Pour les articles homonymes, voir Althaus.
Christian Lorenz Althaus est un épidémiologiste suisse travaillant à l'Université de Berne. Ses recherches portent, entre autres, sur les maladies infectieuses émergentes et leur modélisation mathématique,. 

## Carrière académique
Après un diplôme en biologie et un court emploi d'assistant de recherche à l'École polytechnique fédérale de Zurich, Christian Althaus étudie la biologie théorique et la bioinformatique à l'Université d'Utrecht aux Pays-Bas de 2005 à 2009. Depuis 2009, il travaille à l'Institut de médecine sociale et préventive de l'Université de Berne, actuellement en tant que chef du groupe de recherche. En 2017, il reçoit l'habilitation à la Faculté de médecine de l'Université de Berne,. 

### Pandémie de Covid-19
Au cours de la pandémie de Covid-19, Althaus devient connu en dehors du monde académique. S'exprimant régulièrement sur Twitter et dans les médias de Suisse alémanique,,, il se fait remarquer pour ses critiques envers la politique menée par le Conseil fédéral et l'Office fédéral de la santé publique (OFSP). Il se prononce en faveur de mesures du type de celles adoptées par la Corée du Sud et Singapour. 
Le 22 février 2020, alors que l'épidémie de Covid-19 progresse dans le nord de l'Italie et que des petites villes y sont mises en quarantaine, il affirme que la Suisse, qui n'a encore détecté aucun cas sur son territoire, fait face « à une des plus grandes urgences sanitaires de son histoire récente ». Le 26 février 2020, il donne une interview à la Neue Zürcher Zeitung où il se montre très critique envers les autorités fédérales et cantonales suisses. Remettant en cause les comparaisons entre Covid-19 et grippe saisonnière qu'il juge erronées, il critique durement l'OFSP, qui sous-estimerait la dangerosité du SARS-COV-2 (le virus qui cause la maladie Covid-19). Selon lui, l'OFSP agirait comme si l'épidémie était similaire à la pandémie de grippe A (H1N1) de 2009, qui avait été beaucoup moins meurtrière qu'attendu à l'époque. Il déplore une politique « passive » de la Suisse, qui aurait accepté de ne pas pouvoir stopper la propagation du virus. Comme exemples d'erreurs et d'incompétence, il souligne le fait que les cas de pneumonie ne soient dépistés pour le Covid-19 qu'au Tessin, plutôt que dans la Suisse entière, ou que le canton de Zurich n'affecte que 17 personnes au traçage de contacts. Il déplore aussi que de nombreuses fausses informations aient été données lors des premières conférences de presse de l'OFSP, par exemple l'affirmation qu'il n'y avait pas de nouveaux cas hors de Chine, au moment où l'Iran connaissait un début d'épidémie. 
Concernant le risque posé par le virus à la Suisse, il affirme qu'un « scénario catastrophe » où 30 à 40 % de la population suisse serait infectée et 1% décèderaient, soit 30 000 morts, ne peut pas être écarté. Au sujet des mesures à adopter, il se prononce en faveur d'une politique de tests à grande échelle, tout en s'opposant à des contrôles voire des fermetures des frontières.
Il a démissionné de la Swiss Task Force en janvier 2021 pour protester contre les critiques politiques .